# Newcastle Knights
Newcastle Knights es un equipo profesional de rugby league de Australia que representa a la ciudad de Newcastle.
Participa anualmente en la National Rugby League, la principal competición de la disciplina en el país.
El equipo hace como local en el McDonald Jones Stadium, con una capacidad de 33 000 espectadores.

## Historia
El club fue fundado en 1987, representando a la ciudad de Newcastle luego de 79 años de la desaparición de los Newcastle Rebels.
El equipo participó por primera vez en la liga en la temporada 1988 finalizando en la 14° posición.
Durante su historia, el club ha logrado 1 campeonato nacional en la temporada 2001.
En 2002 participó en el World Club Challenge siendo derrotados por 41 a 26 por los Bradford Bulls.

## Palmarés

### Torneos mundiales
- Subcampeón World Club Challenge (1): 2002

### Torneos nacionales
- National Rugby League[2] (2): 1997, 2001.